# Sterkowce
Sterkowce (ukr. Стирківці) – wieś na Ukrainie w rejonie czerwonogrodzkim obwodu lwowskiego.

## Historia
Pod koniec XIX w. wieś w powiecie brodzkim.